# Trox rhyparoides
Trox rhyparoides es una especie de escarabajo del género Trox, familia Trogidae. Fue descrita científicamente por Harold en 1872.
Se distribuye por la región afrotropical. Habita en la provincia del Transvaal, Estado Libre de Orange, Ciudad del Cabo, isla Santa Elena y Lesoto.